# Directional Movement Indicator

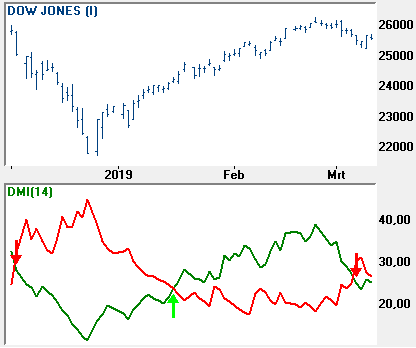
Directional Movement Indicator (DMI)

De Directional Movement Indicator of DMI, ontwikkeld door J. Wellis Wilder Jr, is een technische analyse indicator om aan- en verkoopmomenten op de beurs te timen. De DMI geeft de positieve marktkrachten (+DIx) en de negatieve marktkrachten (−DIx) in twee verschillende lijnen weer. Meestal hebben deze lijnen de kleuren groen (positieve marktkrachten) en rood (negatieve marktkrachten). De DMI is een trendvolgende indicator. Deze technische analyse indicator wordt gebruikt om het begin en het einde van een trend te signaleren. Indien de positieve marktkrachten de negatieve marktkrachten opwaarts kruisen en de positieve lijn (+DIx) stijgt boven de negatieve (−DIx) lijn uit, dan wordt dit gezien als een aankoopsignaal. Indien de positieve lijn onder de negatieve lijn uitkomt, dan wordt dit als een verkoopsignaal beschouwd. 
De DMI is een trendvolgende indicator. Alleen in een markt die trendmatig beweegt is dit een bruikbaar instrument. Gedurende een lange zijwaartse marktbeweging geeft de DMI relatief veel foutieve signalen.  
De DMI wordt vaak gebruikt samen met de nauw verwante ADX trendindicator.

## Berekening
Directional Movement Index berekening uit historische dagkoersen: 
- +DM = hoogste vandaag min hoogste gisteren
- −DM = laagste  gisteren min laagste vandaag

Vervolgens wordt de True Range (TR) berekend, dit is de grootste waarde van de volgende uitkomsten : 
- Hoogste vandaag min laagste vandaag
- Hoogste vandaag min slot gisteren
- Slot gisteren min laagste vandaag

Afhankelijk van welke de grootste is, +DM of −DM, wordt de +DI of −DI berekend. 
- +DI = +DM/TR

of anders:
- −DI = −DM/TR

De +DI en −DI worden over een periode van veertien dagen (standaardwaarde) gemiddeld. En dat zijn de +Dlx en −Dlx lijnen van de DMI. 